# Chiesa dei Santi Pietro e Paolo (Magnacavallo)
La chiesa dei Santi Pietro e Paolo è la parrocchiale di Magnacavallo, in provincia e diocesi di Mantova; fa parte del vicariato Madonna della Comuna.

## Storia
Nell'anno 1544 è documentata l'esistenza a Magnacavallo di un oratorio dedicato a san Ludovico, del quale si fa menzione negli atti relativi alla visita del vescovo di Mantova Ercole Gonzaga.
La comunità magnacavallese fu eretta in parrocchia autonoma nel 1602 dal vescovo Francesco Gonzaga con territorio dismembrato da quella di Poggio Rusco.
La chiesa venne riedificata sempre agli inizi del Seicento: la costruzione fu infatti terminata nel 1610.
Nel 1676 il vescovo Giovanni Lucido Cattaneo, durante la sua visita, annotò che la parrocchiale, in cui avevano sede le due società del Santissimo Sacramento e del Rosario, aveva come filiali due oratori.
Il campanile venne aggiunto invece nel Settecento, essendo stato innalzato tra il 1720 e il 1723; alla fine di quel secolo, come si apprende dal registro intitolato Parrocchie forensi diocesi di Mantova del 1793, la chiesa non era in condizioni ottimali e necessitava di un restauro.
Nel 1967 la chiesa fu ampliata e rimaneggiata su progetto dell'architetto Bruno Sarti, in occasione del quale si provvide ad aggiungere le due navate laterali, a realizzare la nuova facciata e ad adeguare gli arredi secondo le usanze postconciliari; in particolare, quest'ultimo intervento fu eseguito mediante l'aggiunta dell'altare rivolto verso l'assemblea e la rimozione delle balaustre che delimitavano il presbiterio.
Con la riorganizzazione territoriale della diocesi, avvenuta nel medesimo anno, la parrocchia, già inserito nel soppresso vicariato di Sermide, entrò a far parte del neo-costituito vicariato della Madonna della Comuna.
Tra il 2013 ed il 2015 l'edificio venne interessato da una ristrutturazione volta a sanare i danni provocati dall'evento sismico del 2012.

## Descrizione

### Esterno
La facciata della chiesa, rivolta a meridione, presenta centralmente il portale d'ingresso lunettato e strombato e il rosone; ai lati si sviluppano due ali secondarie di minore altezza, caratterizzate da una decorazione bronzea ciascuna.
Annesso alla parrocchiale è il campanile a base quadrata, che si erge su un modesto basamento a scarpa; la cella presenta su ogni lato una bifora ed è coperta dal tetto a quattro falde.

### Interno
L'interno dell'edificio è suddiviso da pilastri sorreggenti degli archi a tutto sesto in tre navate, sulla maggiore delle quali si affacciano due cappelle laterali, introdotte da ampi archi; al termine dell'aula si sviluppa il presbiterio, rialzato di un gradino e chiuso dall'abside di forma semicircolare, coperta dalla calotta semisferica.
Qui sono conservate diverse opere di pregio, la maggiore delle quali è la tela raffigurante i Santi Pietro e Paolo, eseguito da Giorgio Anselmi.